# News Movie
News Movie ist eine US-amerikanische Direct-to-Video-Komödie aus dem Jahre 2008. Der Film stammt aus dem Hause 20th Century Fox Home Entertainment.

## Handlung
Das TV-Nachrichtenmagazin „Onion News“ mit Frontmann Norm Archer (Len Cariou) berichtet über das Weltgeschehen. Man erfährt, wie Terroristen wirklich ausgebildet werden, warum Computer-Milliardär Gil Bates umgebracht werden sollte und dass die Regierung mit Hasch und Pornopostern neue Rekruten ködert. Peinliche Promis und weitere Einzelschicksale werden präsentiert, während hinter den Kulissen der Krieg tobt. Norm Archer ist genervt von den Werbespots, die zwischen den Nachrichten eingeblendet werden. Denn die Premiere von Steven Seagal's neuestem Werk „Cockpuncher“ scheint wichtiger zu sein als ein Konflikt im Nahen Osten.

## Hintergrund
Die Macher des Films sind auch die Macher der Satirezeitschrift The Onion.
Der Film wurde bereits 2003 gedreht. Nach den Dreharbeiten sahen die Beteiligten, dass die bisher gedrehten Sketche nicht funktionierten. Die Dreharbeiten zogen sich wegen fehlender Finanzierung über Jahre hinweg, der Film wurde zum „on-and-off-again“ Projekt. In einem Interview 2007 sagte der damalige The Onion Präsident Sean Mills, dass der Film ein „totes Projekt“ sei und sich die Filmrechteinhaber überlegen müssten, ob sich eine Direct-to-Video-Veröffentlichung finanziell lohne.

## Kritik
Das Lexikon des internationalen Films urteilte, der Film stelle den „Versuch einer schriller Mediensatire“ dar, die jedoch „keine stilistischen Mittel findet und ihr Heil in Kalauern und Zoten sucht.“ Es handle sich daher um „nicht mehr als ein aufgekratztes Nebeneinander von Sketchen.“

## Filmmusik
Die Filmmusik wurde von Asche & Spencer geschrieben, die Songs von Lisa Marie Furth gesungen. Die vier Titel lauten Down On My Knees, Take Me From Behind, Shoot Your Love All Over Me und Lollipop Love.